# Obština Peruštica
Obština Peruštica (bulharsky Община Перущица) je bulharská jednotka územní samosprávy v Plovdivské oblasti. Leží ve středním Bulharsku, na severovýchodních svazích Západních Rodopů, zčásti také v Hornothrácké nížině. Obština, která byla zřízena v roce 1998, je totožná s městem Peruštica a kromě něj nezahrnuje žádná jiná sídla. Žije zde zhruba 5 tisíc stálých obyvatel.

## Sídla
Obština má jediné sídlo – město Peruštica.

## Sousední obštiny
| Růžice kompasu | Stambolijski |                   |  | Růžice kompasu |
| Růžice kompasu | Kričim       | Sever             |  | Růžice kompasu |
| Růžice kompasu | Kričim       | Obština Peruštica |  | Růžice kompasu |
| Růžice kompasu | Kričim       | Jih               |  | Růžice kompasu |
| Růžice kompasu |              | Rodopi            |  | Růžice kompasu |

## Obyvatelstvo
V obštině žije 4 885 stálých obyvatel a včetně přechodně hlášených obyvatel 5 294. Podle sčítáni 1. února 2011 bylo národnostní složení následující:
- Bulhaři: 3 358 (67.9 %)
- Romové: 1 552 (31.4 %)
- Turci: 7 (0.1 %)
- ostatní: 30 (0.6 %)